# 龍が如く OF THE END
『龍が如く OF THE END』（りゅうがごとく オブ ジ エンド、英題：Yakuza: Dead Souls）は、セガより2011年6月9日に発売されたPlayStation 3用ゲームソフト。
キャッチコピーは「伝説の男達 最後のケジメ」。
2015年にはタイヨーエレックより、『パチスロ龍が如く OF THE END』と題してパチスロ化された。

## 概要
『龍が如く4 伝説を継ぐもの』と同様に主人公は4人。桐生一馬、秋山駿、真島吾朗、郷田龍司が『4』同様ストーリー進行に合わせて交代していくが、『4』とは異なり主人公のパラメータやアイテムは共有される。
従来作と同様に俳優の起用もあり、的場浩司、杉本哲太、栗山千明、石橋蓮司、ピーターが新たに出演している。今作はゾンビの他、多数のクリーチャーが敵となりゾンビ役にテリー伊藤、デビット伊東、エスパー伊東がゲストとして参加している。その他のゲストとしてはセラピスト役としてファッションモデルの小森純が出演している。また、キャバクラ嬢もオーディションで選ばれた7名が参加する。
今作はスピンオフタイトルであり、ストーリー上は『4』の後の話ではあるが『4』後のパラレル的な位置づけとなっている。敵がゾンビということもあり、人体欠損の描写がある作品だが、モザイクや黒塗りはないためシリーズ中もっとも残酷描写の激しい作品になっている。
2010年9月9日にタイトルが発表され、その後2011年3月17日に発売を予定していたが、発売直前の3月11日に発生した東日本大震災の影響による諸事情で発売日が6月9日へ延期された。初回生産版はパッケージが箱仕様となり、名越監督のコメントおよび「龍が如く がんばろう、日本!! ステッカー」を同梱することと売り上げの一部を日本赤十字社の東日本大震災義援金として寄付することも併せて発表された。予約特典としてシリーズの人気ミニゲーム「カラオケ」の楽曲をフルヴァージョンで収録したCD「龍うた 龍が如く KARAOKE BEST SELECTION」が付属される。
龍が如くシリーズ恒例の過去のPS3作品のセーブデータ引継ぎによる特典は今作にも存在する。今作ではこれまでの最高難易度「EX HARD」を上回る超最高難易度「OF THE END」が存在し、その難易度では完全な新規データからでしかプレイできないという仕様になっている。GREEの『龍が如くモバイル for GREE』と連動していたが、同サービスは2013年4月25日でサービスが終了したため現在はオンライン接続により特典を受け取る形になっている。
本作に登場するカラオケ曲「MachineGun Kiss」は『太鼓の達人ぽ〜たぶるDX』にコラボとして収録されている。曲中には桐生、秋山、真島、郷田、遥、キャバ嬢7人のミニキャラアイコンが登場する。
PS4及びPS5のリマスター版について、2024年10月現在『見参!』『クロヒョウ』同様に一度も移植されていない。2022年4月25日に龍スタTVの生放送で現総合監督の横山昌義は、要望は認知しているものの、ナンバリングタイトルの優先と作品自体が完成している理由から三作品は現状HD化の製作予定はないとコメントしている。

## あらすじ
2011年4月、東京・神室町。突如として出現した生ける屍・ゾンビによって町は未曽有の大混乱に陥る。これを鎮圧すべく自衛隊は神室町周辺に「壁」を設置するが、それは残された生存者さえも隔離する絶望の壁となってしまう。死者に蹂躙され、行き場を失う住人たち。感染者と称されるゾンビに噛まれ、増え続ける歩く死体。アジア最大の歓楽街は死者によって制圧されていく。

## ゲームシステム

### ガンショットバトル
本作最大の特徴。各主人公ごとに専用の銃器が割り振られている。また、街中で取得した銃器や爆発物を使用することもできる。この時は既存のサードパーソン・シューティングのような視点に切り替わり、敵を掃討していく。基本操作は自動照準でのプレイであるが、エイミングモードによる狙い撃ちも可能。ハンドガンのみが弾数無限となっており、その他の銃器に関しては弾薬を補充する必要がある。従来のヒートアクションは「ヒートスナイプ」と呼ばれるものに変わり、一度に多くの敵を殲滅するものや、パートナーと協力するものなどが用意されている。素手による格闘は蹴り技となっているが、スキルの取得によりタックルや弾き返しなどのアクションも可能となる。従来のような落ちている物や武器を拾っての攻撃は健在で、場合によってはチェイスバトルやシリーズ恒例の戦闘（ケンカアクション）になることがある。

### 戦績
各パート（章の半分）をクリアすると戦績結果が現れ、成績によって取得する経験値が変わる。各項目はS、A、B、C、Dの5段階で評価する。評価の対象は、「クリア時間」「ゾンビ撃破数」「変異種撃破数」「被ダメージ」「命中率」「ヒートスナイプ撃破数」「ヘッドショット撃破数」であり、それを計算して総合評価となる「トータルスコア」で経験値がもらえる。ただし、フリーバトル（本編ストーリーに関わらない）で倒した敵、受けたダメージは加算されない。

### 通常エリアと隔離エリア
通常通りの雰囲気を持つ「通常エリア」と多数のゾンビが存在する「隔離エリア」の2種類に分けられる。序盤は通常エリアが広く占めているが、ストーリーが進むにつれて隔離エリアが拡大する。各主人公に通常エリアと隔離エリアと行き来するフリールートを与えられ、これを使いながらサブストーリーなどを進めることとなる。また、隔離エリアに取り残された店などの施設をゾンビから救出する「店舗解放バトル」があり、救出すれば利用することができる。外がゾンビで溢れ返る状況ながらどの店舗も平常営業しており、これをプロモーションでは「ゾンビごときで神室町は眠らない」と表している。ただし、コンビニは店内がひどく荒らされているため、救出できない。

### 相棒をつくろう!
ガンショットバトルにおけるもう1つの要素。フリールートのみだが、特定のキャラクターを相棒として同行させることができる。相棒にするためにはそのキャラクターのイベントやサブストーリーを攻略する必要があり、キャバクラ嬢とコンビを組むことも可能。各主人公によって仲間にできるキャラクターは異なるが、物語が進行して合流すると自由な組み合わせが可能になる。

### 配置兵器
本作では戦車などの車両系兵器、迫撃砲などの固定砲台系兵器、火炎放射器やチェーンソーなどの手持ち兵器など、様々な兵器が配置されており使用することが可能。中にはフォークリフトやピッチングマシーンなど、兵器とは呼びにくいものも配置されている。

### 神室町アンダーグラウンド
隔離エリアのマンホールが入口（各主人公によって場所が異なる）となる地下ダンジョン。入るたびに構造が変わる「自動生成ダンジョン」となっており、最深部には強敵が潜んでいる。最下層に無事にたどり着くと自動的に脱出し、報酬がもらえる。

## 登場人物
☆は旧作品に登場したことのあるキャラクター。

### 主人公
『4』で主人公として登場した冴島大河と谷村正義は本作では会話の中でのみ登場し、谷村の現状は相変わらず勤務中に麻雀をしている以外は不明であるが、冴島は商談のために中国に行っていることが判明する。
また、以下の4人は『バイナリー ドメイン』においてマルチプレイのDLCキャラクターとして登場している。
☆桐生 一馬（きりゅう かずま）
声 - 黒田崇矢
龍が如くシリーズの主人公。

得意銃器はガンスミスからツケで購入した「XK.50対物狙撃銃」で、サイズ故に構えるまでに時間がかかる上に取り回しが難しく連射力も劣悪で、カテゴリ上は狙撃銃に当たるためヘッドスナップも適用されず装弾数も少ないなど癖が強い。しかし、数体のゾンビを貫通する破壊力と着弾時の衝撃のみでゾンビを倒せるほどの衝撃力を誇り、更にはこの銃のみに用意された専用ヒートスナイプを駆使することで全ての変異種をも一発で射殺できるなど、上述のデメリットを帳消しにするほどの高い攻撃力を持つ。本来は地面に腹ばいになって運用するものだが、桐生は普通の狙撃銃とほぼ同じ構え方で運用し、時には走りながら発砲する。
☆秋山 駿（あきやま しゅん）
声 - 山寺宏一
『4』に登場した主人公の一人。

得意銃器は「マケドニアシューター」と名付けられた二丁拳銃で、二丁に持つことで連射力アップと共に広範囲に敵を捉えることができる。この武器のカテゴリはハンドガンであたるため、弾薬に限りはない。また、この拳銃は拳銃の扱いには不慣れな堅気の秋山のために用意されたもので、片手持ちのため攻撃が範囲が思いの外広く、それや上述のメリットも相まって最終段階まで改造すれば驚異的な殲滅力を発揮するものの、「マケドニアシューター」はゲームシステム上「極道の拳銃」一丁を一段階改造したものとして扱われるため、他の3人の得意武器より改造段階が低く序盤では改造条件が厳しめで、リロードも「極道の拳銃」より極僅かながら時間がかかる。また、拳銃故にストッピングパワー自体は弱く、それに起因する純粋な制圧力の乏しさから変異種や実験体に対しては非常に分が悪い。
☆真島 吾朗（まじま ごろう）
声 - 宇垣秀成
龍が如くシリーズに登場する主要人物の一人。

得意銃器は自身の愛用ショットガン「Mark IV.EXP」で、通常のショットガンと比べて連射が可能で、装弾数も多く、また弾倉化した設計によりリロード時間が短縮される。ただし、ゲームシステムの都合上散弾しか使用できないため射程は通常のショットガンと変わらない。
☆郷田 龍司（ごうだ りゅうじ）
声 - 岩崎征実
『2』に登場した主要人物の一人。

得意銃器は桐生との死闘の末に失った右腕の代わりに装着されたガトリングガンに変形する義手「黒鉄丸（くろがねまる）」で、構造の都合で通常のガトリングガンと違い、構えるのに時間がかかるが、走りながらの銃撃やリロードが可能なため使い勝手は高い。右腕を改造するに至った経緯は近江連合を破門にされた後も恨みを持つ者に命を狙われる内に自暴自棄になったためだが、後に我に返り後悔している。『バイナリー ドメイン』では生身の右腕のまま登場している。

### 主要人物
☆澤村 遥（さわむら はるか）
声 - 釘宮理恵
龍が如くシリーズに登場する主要人物の一人。

浅木 美涼（あさぎ みすず）
演 - 栗山千明
本作のヒロイン。陸上自衛隊に務めるゾンビ隔離のための「壁」設置と保守を任務とする女性自衛官（階級は三等陸曹）で、男勝りな性格とは裏腹に秋山に「彼女ならうちの店のナンバーワンになれる」と言われるほどの美貌の持ち主。アサルトライフルを手に隔離エリア内を探索中に銃も持たず素手でゾンビと戦っていた桐生と出会い、彼を救出して行動を共にするようになる。その後桐生と共に生存者が残る神室町ヒルズに向かうが、そこでゾンビと化した仲間たちと戦うこととなる。戦闘後は仲間たちの死に悲しむが、すぐに立ち直り桐生と行動を再開し、大吾からガンスミスの情報を得たことで装甲車を運転して「黒鉄ビル」に向かう。桐生にはそこで待っているように言われるが、最終決戦の際はヘリコプターに乗って完全体オオイカヅチを相手に苦戦を強いられていた桐生に救援物資を届け、桐生のオオイカヅチ撃破に貢献する。その直前にオオイカヅチによってヘリを撃墜させられてしまうが、無事に生還した。事件終結後は遥と共に神室町から去ろうとしていた桐生に隊員と共に敬礼をしながら見送った。
☆花（はな）
声 - 平野綾　
秋山の経営する「スカイファイナンス」の従業員で、『4』に登場している豊満体型の女性。『4』であることがきっかけで一度は秋山の下から去っているが、秋山に対する思いで食事が喉に通らず、痩せ細った体型で復帰した。その後は食欲も回復し、再び豊満体型に戻る。その後、2011年4月1日に体調を崩しながらも秋山と共に貸付金の取り立てに向かおうとしていたところでゾンビ騒動に巻き込まれ、ゾンビに襲われそうになった際に秋山に助けてもらったが発熱で倒れる。その後は秋山が薬を取りに行っている間にもゾンビに襲われるが、辛くも逃れて秋山に無事に救出される。隔離エリア脱出後は秋山の身を案じたために食事が喉を通らずに3キロ痩せたが、当の秋山から連絡が来たために安心して盛大に食べてから帰宅する。事件終結後はスカイファイナンスを営業再開しており、集金しない秋山に対して集金日に印をしたカレンダーに指を差しながら睨みつけている姿が見られた。
おやっさん / 実験体ヤツカハギ（八束脛）
演 - 石橋蓮司
数十年間テキ屋を稼業として生計を立てるたこ焼き職人。江戸っ子であるが、関西人も舌を巻くたこ焼きを焼き上げるほどの腕を持っている。また、頑固な性格なために誤解されやすいが、売れ残った商品をホームレスにあげたり、ゾンビ騒動で逃げそびれた少年を匿うなどの人情味溢れる優しい一面もある。弟子が長続きせずに後継者を育てることを諦めかけていたが、龍司が弟子入りしたことで彼を後継者として教育する。その後、ゾンビによる非常事態時で二階堂に捕らわれ（いつ捕われたかは不明である）、見せしめとして実験体ヤツカハギにされたことで龍司と戦うが、最期は自らが龍司に教えた「タコの急所」で彼に止めを刺された。
DD（ディーディー）
演 - ピーター
本作の黒幕。日系アメリカ人の武器商人で、ゾンビが発生した神室町に白いスーツで現れた本名不明の謎の男だが、実は今回の事件の黒幕で、「タナトス」と呼ばれる細菌兵器を開発して神室町にゾンビを発生させた張本人である。商売柄で人の死を何度も見てきたせいで極めて厭世的な考えを持っており、「タナトス」の与える「甘美な死」こそが人間を生の苦しみから解放すると、もはや生への冒涜とも言える主張をしている。「タナトス」を改良して進化させるためにスポンサーを探しており、後にスポンサーとなった近江連合の二階堂と共に行動するが、最終的には二階堂を裏切り、彼に「タナトス」を撃って怪人化させる。その後巨大化し完全体オオイカヅチにしてしまう。桐生とオオイカヅチとの決着後は自身の語る人生論を桐生に一蹴され、それでも平然としてヘリコプターで逃走しようとするが、ヘリが秋山に乗っ取られていたために失敗する。最期は秋山が脱出したことでコントロールを失ったヘリが墜落して手に持っていた「タナトス」が炎の中で消滅した上に自身も作り上げたゾンビたちと共に爆死し、龍司からは「似合いの最期や」と吐き捨てられた。

### 相棒
サブストーリーなどをクリアすることでフリールートのみで、仲間として同行させることができる他、各キャラクターには親密度があり、共闘することで上がっていくが、戦闘不能状態にさせてしまうと下がってしまう。
剣堂 凱（けんどう がい）
一応の友人である三谷を庇って刑務所から出所したばかりの青年。使用武器はショットガンで、親密度が低い状態で体力が少なくなると銃を乱射して言う事を聞かなくなる。愛する人であるカズミ（声 - 山本彩乃）の約束のために劇場前広場で待つが、隔離されてしまう。その後、駆けつけてきた秋山にカズミが隔離エリア外にいることを告げられ、秋山と共に同行して脱出を図る。脱出後は借りっぱなしではカッコ悪いために秋山の助力になりたいと申し出る。その後はカズミの子供の実父である三谷が借金取りから隔離エリアに逃げ込む事を知り、彼を救出した。
真理奈（まりな）
秋山の経営しているキャバクラ「エリーゼ」のキャスト。昔はライフセーバーを務めていたために非常に正義感が強く、目の前でゾンビが人々を襲う光景を目の当たりにして誰も助けられなかったことを悔やんでいる。使用武器は軽量タイプのハンドガンで、親密度が低い状態で体力が少なくなるとパニックになって言う事を聞かなくなる。遠距離恋愛をしていた彼氏がいたが、親友に寝取られた上にゾンビが発生する直前にその親友を連れた恋人に別れを告げられる。その後、恋人は死亡したが、秋山と一緒に親友を助け、その親友とも和解したことで恋人のことも乗り越える。
黒鷹（くろたか）
「黒鷹」の異名で呼ばれる（本名は不明）ライフルを獲物とする国際的に有名な暗殺者。使用武器はスナイパーライフルで、親密度が低い状態で体力が少なくなると命中率が極端に落ちる。人ではないゾンビを殺したいという考えを持って神室町を動き回っていたが、後に自身と同じ考えを持つ真島に合うと考えたゲイリーの推薦により真島の相棒となる。その後はゾンビによって負傷した刑事である麻倉のビデオレターを妻子に持って行ったり、麻倉の息子である恭一が父を助けるために隔離エリアに入って行った際は後を追いかけたが、最終的にはゾンビ化した麻倉を真島と共に射殺する。その後、真島に対して父親が優秀な元警察官であることや殉職したにもかかわらずに10日も経つと世間から忘れ去られていたことを嘆いてその影響で現在のようになったことを明かす。
ジュンヤ
スターダストのホスト。威勢は良いが、臆病な性格である。使用武器はアサルトライフルで、親密度が低い状態で体力が少なくなると逃げ腰になって全く戦えなくなる。隔離エリアに残された舎弟を助けたい一心でワークス上山で銃購入の交渉をしていたところを龍司と知り合い（銃は龍司が代わりに購入する）、当初はゾンビを見ては逃げ惑う行動を繰り返していたが、何度か龍司と隔離エリアに入るうちに成長していき、ゾンビに対して銃を向けるようになる。その後、舎弟から地下駐車場に取り残されているとの連絡が入り、龍司と共に現場に駆けつけて救出したが、舎弟の口からまだ童貞であることをバラされてしまう。
☆伊達 真（だて まこと）
声 - 山路和弘
龍が如くシリーズに登場する主要人物の一人。

☆荒瀬 和人（あらせ かずと）
かつて桐生に敗れた元錦山組若中の男。赤いコートに二丁拳銃というスタイルは健在で、本人曰く「桐生への復讐は自分の生き甲斐」となっている。使用武器は従来通り二丁拳銃で、親密度が低い状態で体力が少なくなると言う事を聞かなくなり、勝手に先に進んでしまう。弾切れでゾンビに囲まれていたところを桐生に助けられ、桐生を狙うスナイパーから命を守ったり、アジトに乗り込んだりと義理堅い一面を見せたが、桐生の首を獲るという執念は残っており、隔離エリア内で桐生に救出された際も命を狙っていることを告げる。
☆ボブ宇都宮（ボブ うつのみや）
ナオミの館に常勤する白スーツにピエロメイクや緑のアフロヘアをした珍妙な格好の男。使用武器は燃焼効果を持つ特殊な弾を発射する「HA・NA・BI!!」というショットガンで、親密度が低いと体力が多く残っていても勝手に帰ってしまう場合がある。本編クリア後にある条件で仲間になるが、この人物は一人だけでなく複数おり、相棒になる者以外に条件をクリアした主人公たちにアイテムを渡す者やエスクトラモードの「大乱闘チェイスバトル」の逃げる役を行う者などがいる。
キャバ嬢
演 - 立石都美、桜木ひな、川合紗綾、水嶋えりか、林田ゆりあ、咲良あい、優菜
キャバクラの「JeweL」や「SHINE」で働くキャストたち。今作のキャバ嬢は攻略することで相棒にすることが可能であるが、彼女たちは他の相棒と違って固定の武器（初期装備はハンドガン）は決まっておらず、レベルを上げてもスキルを習得しないためにハンドガン以外の武器やスキルなどの取得には『龍が如くモバイル』との連動が必要となる。2013年4月25日以降は『龍が如くモバイル』のサービス終了に伴い、オンラインに繋ぐことで全ての要素を取得することができる。

### 極道組織

#### 東城会
☆堂島 大吾（どうじま だいご）
声 - 徳重聡
龍が如くシリーズに登場する主要人物の一人。

安住（あずみ）
声 - 江川央生
東城会直系安住組組長で、大吾の側近。極道としては典型型で、自由奔放な言動を起こす真島とは馬が合わない。ゾンビに襲撃された際に警備担当の真島が遅れて来たことに苛立ち、胸ぐらを掴んで激昂したが、大吾に止められた。その後、賽の河原に逃げてきたが、ここで何をすればよいのか分からずに右往左往する。
長濱 友昭（ながはま ともあき）
演 - 杉本哲太
桐生に憧れて極道の世界に足を踏み入れた真島組の末端構成員。さほど目立つ成果は挙げていないが、神室町の裏事情に詳しく、シノギも要領よくこなすために幹部から目を掛けられている。そびえ立つ壁の前で秋山と出会い、彼に武器を隠しているDVD屋を教え、共に拳銃を持って隔離エリアから脱出し、その後も抜け道を利用して秋山を幾度となく助けた。その後、秋山と別れ、隔離エリアに取り残された生存者たちを神室町ヒルズに誘導し、「俺が死んでも泣く奴はいない」という理由から自分を犠牲にして自身をゾンビに追わせるも地下パーキングで遂にゾンビに追い詰められ、桐生が駆けつけた時には既にゾンビに噛まれていたために彼の目の前でゾンビ化し、最期は憧れであった桐生によって引導を渡された。
東山（ひがしやま）
真島のサブストーリーに登場した真島組幹部。真島の右腕として組をまとめるように指示されていたが、自由奔放な組員を中々まとめることができず、問題が起こる度に真島が代わりに隔離エリア内外を走り回って組員たちの救出に向かっていたために作中では真島に頻繁に叱られており、戦々恐々となる場面が多い。
荒谷 秀示（あらや しゅうじ）
真島のサブストーリーに登場した真島組の構成員。自分の手を汚さずに他人を利用して傘下の三次団体から真島組に成り上がってきた切れ者で、成り上がることにかなりの執着を持っている。より成り上がるためにゾンビ出現の混乱に乗じて邪魔者を消してしまおうと企み、真島組の組員数人を騙して隔離エリアに入り込ませるが、組員たちの機転（というよりは強運と真島の介入）により失敗する。その後、真島に追い詰められて逃走するもその途中でゾンビに咬まれてゾンビ化し、最期は真島によって止めを刺され、死後もその他人任せな生き様から「安っぽくてつまらん男」と吐き捨てられた。
島本（しまもと）
桐生のサブストーリーに登場した東城会系島本組組長。相棒の荒瀬と共に隔離エリアに入ってきた桐生をライフルで狙い、再三狙撃するものの、荒瀬の的確な指示により逆にアジトに乗り込まれてしまう。その後、神室町がゾンビで混乱している隙を突いて東城会を乗っ取る計画も失敗し、最期はハエオトコに襲われて死亡する。

#### 近江連合
二階堂 哲雄（にかいどう てつお） / 完全体オオイカヅチ（大雷）
演 - 的場浩司
六代目近江連合直参三代目郷龍会会長であり、押しが強く頭の切れる人物。近江連合の幹部として一目置かれており、真島には「算盤弾くのがお上手な人」と言われている。郷田龍司に心酔し、長年その右腕として活躍する。龍司の失脚後は頭角を現し始め、後に神室町で龍司がたこ焼き屋で働いているという情報を得て彼に復帰を呼びかけるも断られ、龍司を破門に追い込んだ上にこのようにした東城会と元四代目会長の桐生に激しい恨みを抱くようになる。その後はDDと結託して東城会系の組が集結する神室町に林を送り込み、テロとも言えるゾンビ騒動を起こした上で桐生を誘き寄せるために遥を誘拐した。龍司に対して再三挑発に近い形で近江連合へ戻るよう呼びかけるも断られ、ミレニアムタワーで龍司と対峙した際には彼を呼び捨てにするなどの今までの付き合いを無にするような会話をした。その後、切り札である金狼や銀狼に遥を襲わせるも失敗し、その二人も桐生と龍司に倒されてしまう。追い詰められたことで死を覚悟したところをDDによって新型タナトスを撃たれ、最終的には巨大化して完全体オオイカヅチとなった。ミレニアムタワーの屋上を貫通するも最期は浅木の支援を受けた桐生によって死闘の末に葬られた。
☆林 弘（はやし ひろし） / 実験体イツキ（縊鬼）
声 - 菅田俊
郷龍会構成員。惚れ込んでいた龍司が破門となったことで二階堂率いる郷龍会での活動はあまりしなかったが、それでも二階堂の鼻を明かそうと単独で動き回り、二階堂の不審な行動を素早く察知する。その後はDDに二階堂とつるんでいる理由を問い詰めるも二階堂に隙を突かれ撃たれて負傷し、倒れているところをDDに「タナトス」を注入されたことで実験体にされてしまい、その後の行動が神室町のゾンビ騒動を引き起こすことになる。その後、北島組を襲撃した際に郷田や神室町ヒルズで桐生と再会するが、すぐに姿を晦ます。終盤ではミレニアムタワーで桐生と龍司によって倒されるが、死ぬ間際に意識を取り戻して「タナトス」の作用による強烈な快楽から「甘美な死」を高らかに叫んで息絶えた。
近江連合会長
声 - 掛川裕彦
姓名不明である六代目近江連合会長。神室町で発生したゾンビ騒動に近江連合幹部である二階堂哲雄が関与していることから堂島大吾と賽の河原の設備を通じて顔を合わせるが、騒動には一切関わっておらずに二階堂の独断であることや過去の東城と近江抗争の影響から近江連合も郷田会長の死亡に加えて近江四天王の崩壊により弱体化は避けられずに東城会と関わることは好んでいないこと、更には抗争の原因となった郷田龍司を破門にして龍司の存在が神室町で確認されたことについても一切の関与を否定した上で近江連合とは何の関りもない人間であることを証言した。なお、六代目自体は死亡せず次回作の『5』で、いきなり七代目と変わっているため、降りたかどうか不明である。
河野（こうの）
龍司のサブストーリーに登場した近江連合の若手の構成員。龍司のことを噂でしかしらず過去の人間と見下したり、タメ口を聞いたりと礼節をわきまえていない。二階堂を探していたところで龍司と出会い、龍司にも協力を要請するが、その最中に東城会の人間に捕まってしまい、龍司の情報を簡単に白状してしまう。その後、助けに入った龍司と共に近江連合の起こしたゾンビ騒動の返しとして、ゾンビたちのうごめく部屋に閉じ込められるが、龍司の助けもあって無事に生き延び、龍司の本物の強さを目の当たりにしたことでこれまでの非礼を詫びた。

### 神室町の住人たち
☆サイの花屋
声 - 藤原喜明
神室町にあらゆる情報網を張り巡らせて神室町アンダーグラウンドに関わっている伝説の情報屋。今回も情報網を駆使してゾンビ騒ぎの原因を追っており、神室町がゾンビで埋め尽くされている中で地下でバリケードを築いてゾンビの侵入を防ぐ一方で、神室町のために主人公たちをサポートするが、物語終盤では情報網が裏目に出て膨大過ぎる情報の整理に忙殺されることとなる。
ガンスミス
声 - 石塚運昇
千両通りにある「黒鉄ビル」で義肢装具士の店を営んでいる武器商人で、郷田龍司の右腕をガトリングガンに変形する義手「黒鉄丸」に改造した人物。物語終盤で店を訪れた龍司の右腕のメンテナンスを行うが、同時に店に訪れた桐生に代金は東城会にツケさせるという条件で対物狙撃銃を託した。
☆古牧 宗太郎（こまき そうたろう）
声 - 折原純
あらゆる武術を極めた伝説の格闘家。『4』と同様に初回冒頭に登場し、秋山に覚書を渡すが、忘れられているために宗教の勧誘と間違われる。
☆ゲイリー・バスター・ホームズ
元真島組である黒人男性。桐生には「オカマ野郎」、秋山には「ウジ虫」、真島には「豚野郎」、龍司には「タコ野郎」などの主人公たちを卑下するかのようにあだ名で呼んでいる。どのような状況下であっても登場し、自身の立ち上げた「ゲイリーズ・ブートキャンプ」に相棒候補を連れ去っていき、プレイヤーと相棒たちにトレーニングさせる。
☆柄本（えもと）
「柄本医院」の院長。秋山のサブストーリーにおいて隔離エリア内で状況が飲み込めずに右往左往していたところで秋山と出会い、地下でゾンビを欺くためにミイラに変装していた患者と共に隔離エリアの外まで案内してもらう。脱出後はお礼として一杯奢る約束を交わした。
☆伊吹（いぶき）
堅気となった元極道の社会復帰を支援する「堅生会」の代表。隔離エリアに取り残された人々を救出している際に龍司と出会い、彼に救出の手助けを依頼する代わりに裏方の仕事を一手に引き受けた。
☆ミチル
オカマバーである「亜天使」で働く筋肉質のオカマ。チャンピオン街が隔離された際に龍司と出会い（その際に龍司に一目惚れする）、彼に知り合いを助けてもらったお礼として亜細亜街への道を教えた。
☆赤石 衛（あかいし まもる）
神室町の自警団組織である「神室の盾」の代表。長谷川と協力し、隔離エリアに通じる出入り口を確保する。また、桐生のサブストーリーでは神室の盾のメンバーとの連絡が取れずに一人で隔離エリアに入り、そこで自らを囮にしてゾンビを引き寄せるも泰平通りで負傷し、多くのゾンビや変異種に襲われたところを桐生に救われた。
☆ナオミ
占いの店である「ナオミの館」を営む占い師。嫌な予感がしたということで店を天下一通りから中道通りに移店しているが、天下一通りは最初のゾンビ騒動の段階ですでにゾンビ被害を受けており実際に被害を免れている。
岡村（おかむら）
各主人公（秋山を除く）のサブストーリーに登場した映画監督。初監督作品となるはずだった極道物の映画を製作中に張り切り過ぎて早い段階で予算を使い切ってしまい、製作中止命令を受けてしまう。その後、工藤と一緒に自棄酒を煽って一夜を過ごしたために隔離エリアに取り残されるが、ゾンビが跳梁跋扈する現状を逆に好機と捉え、タダで撮れるとの理由から物凄く不謹慎なのは承知の上でゾンビ映画の撮影に乗り出し、ゾンビ映画を制作する中で主人公たちがゾンビを倒す様に惚れて彼らに出演をお願いする。真島編では映画会社がゾンビに襲われて物理的に消滅し、お蔵入りになるはめになるが、真島の言葉でやり抜く決心をし、また麻倉の遺言を手伝った。龍司編では戦車の上で身動きできない売れっ子女優の高橋真紀子（『3』のサブストーリーに登場する）が出演許可するまで彼女を救出させないという意地を見せたが、交渉の時間があまりにも長く、成立した直後にカメラのバッテリーが切れて水の泡になる。桐生編ではバッティングセンターでカメラマンを助けるために自ら囮となってゾンビに襲われるも辛うじて難を逃れており、その際にゾンビがいっぱい集まることでいい画が撮れると思ってメイクを施した上で血糊を付けてゾンビに扮装する。
工藤（くどう）
岡村と同じサブストーリーに登場した岡村監督と共に映画撮影を行う映画会社のカメラマン。最初は怖がっていたが、監督の熱意に動かされる形で行動し、最終的には岡村と一緒にノリノリになりながらも全てのシーンを撮り終えた。
近藤（こんどう）
秋山のサブストーリーに登場。ビルに避難していた住民の一人で、職にも就かず引きこもって映画ばかり観ていたホラーオタク。その場の避難民が金で助かろうとするビジネスマンや盛りの付いたカップル、終末論を解く主婦、ふざけてゾンビのコスプレをする者など、ホラー映画のお約束のような面子だった為、「次に誰が死ぬか予想できる」などと不謹慎に状況を楽しんでいた。最後はこの面々を襲ったゾンビを秋山が一掃して安全を確保した事により、ビジネスマンの金を奪って逃走。しかしバナナの皮で滑って転ぶという最大級のお約束をやらかしてしまい、集まってきたゾンビの餌食となるという形で自身が唯一にして一番の「お約束の犠牲者」になってしまった。
麻倉（あさくら）
真島のサブストーリーに登場した組織犯罪対策第四課の刑事。真島の相棒になった黒鷹に劇場の地下でゾンビに咬まれた状態で発見され、まだ意識があったために妻子に遺言を残したいという気持ちを汲み、真島が出演した映画監督に頼んでビデオレターを遺す。その後はゾンビ化し、一度は逃げ出すが、最後は息子と再会した直後に真島と黒鷹によって葬られた。
染谷（そめや）
演 - デビット伊東
真島のサブストーリーに登場した染谷組組長（東城会傘下かどうかは不明である）。中国人マフィアとの取引の日に組事務所でゾンビに襲われてゾンビ化し、取引先に組長がゾンビだと知られないようにボールギャグや血の付いていないバスローブなどを着用させられる。その後、取引の最中にサングラスから赤い光が見えることからゾンビであることがバレてしまい、取引は破談になりそうになるが、突如として暴れて中国人マフィアを追い返し、自身も街へと駆け抜けて消えていった。
矢吹（やぶき）
真島のサブストーリーに登場した染谷組構成員。SМが好きなためにボールギャグや手錠を常時している。取引の日に組事務所を隔離されてしまい、組長の安否を気遣う。その後、何とか事務所にたどり着いた時は既に染谷はゾンビ化していたために取引の間だけと上手く変装させるものの、最終的にはバレてしまう。その後はルールを破ったとして殺そうとする中国人マフィアを蹴散らした染谷に感謝し、今後の組のことを案じるようになる。
咬まれた男
真島のサブストーリーに登場。ゾンビに咬まれていたが、現れた自衛官に血清を打たれたことでゾンビ化が治療される。しかしその自衛官とはグルであり、一芝居打って血清のオークションを行い、金を騙し取ろうとしていた。当然ながら咬まれたのも演技で、自衛官も血清も偽物である。真島から金を騙し取った後は隔離エリアに逃げ込んでいたがゾンビに襲われ、金を取り戻しに来た真島に助けられ、全て白状して金を返した。直後に再びゾンビに囲まれるが、騙した彼らを助ける義理など既に真島には無く、二人とも容赦なく見殺しにされた。
マッサージ嬢
演 - 小森純

### その他
長谷川 麗子（はせがわ れいこ）
非常事態に陥った神室町でゾンビの情報を集め続ける謎の女。官能的なスーツの上に纏った白衣と男勝りの強い口調が特徴で、また誰に対しても高慢な態度を取り、心を開くことはないが、後に桐生に対してのみ心を開くようになる。かつてUSAMRIID（アメリカ陸軍感染症研究所）にいたことがあり、両親の研究資料を参考にDDが細菌兵器を完成させたことを知ってそれを調べるため神室町にやってきた。その後、神室町の惨状を知り、元は両親が撒いた種としてこのゾンビ騒動を止めるために桐生たちに協力を依頼し、彼らに「指令」や「特務」を提示した上で自身も報酬として様々なアイテムを提供する。
☆上山（かみやま）兄弟
声 - 折原純
「ワークス上山」にて武器や防具の改造を請け負う肥満体の双子の兄弟。今作では主人公たちにアジト（休憩施設）を提供したり、えびすや（質屋）で買い取りを行っていないキャラクターのフィギュアを高額で買い取ったりする。
木根（きね）
各主人公にマンホール（神室町アンダーグラウンド）の探索を依頼するオカルト雑誌のライター。主人公たちが持ってきた神器を浄化してもらった後に元の場所に収めてもらうために桐生に手渡し、最終的にはアンダーグラウンドの謎を解いて記事にした。
カラス
桐生のサブストーリーに登場した警視庁が追っている正体不明の犯罪者。その時の状況に合わせて犯罪行為の手口を変えるなど悪知恵が働き、手駒とする人間は闇サイトで集めているが、関わった人間は全員死亡か行方不明となっている。ゾンビ騒動に紛れてル・マルシェで強盗事件を起こし隔離エリアに逃げ込み、追って来た桐生たちに対してゾンビを嗾けて手下諸共始末させようとするも失敗する。最後は身元が割れてしまったため逃走を謀るも、手駒として利用した手下に捕まり自らもゾンビ化してしまうという因果応報な末路を迎えた。
園屋 佳織（そのや かおり）
龍司のサブストーリーに登場した龍司の異父妹である狭山薫と瓜二つの顔をした女。両親の残した借金で蒸発した兄を神室町のニュースで見かけ、隔離エリア内で助けてもらった龍司と共に兄を探していたところで借金の取り立てをしている「流麗会」の人間に一度さらわれるが、機転を利かせて龍司と共に切り抜ける。その後は龍司の顔見知りである流麗会の元締めに会い、隔離エリアからの脱出を条件に借金の帳消しと共に兄の居場所を知ると兄の働き先である龍宮城に向かってそこで兄と再会し、直後に再出発を決意したことで龍司から人質取引のために佐久間から貰った宝石を生活の糧として手渡される。
☆火星ファイター
龍司のサブストーリーに登場した南沢（みなみざわ）と北川（きたがわ）による漫才コンビ。大切なハリセンを取りに行くために龍司と共に地下を同行し、ハリセンを見つけることができたが、ガス管からガスが漏れてしまい、銃を使えない状況になってしまう。その後、ハリセンを武器として龍司に貸した。脱出後は龍司のハリセンの扱いに感動し、彼をメンバーに勧誘するも断られた。
☆亜門 丈（あもん じょう）
声 - 細川一毅
シリーズを通して条件を満たすことで登場する桐生の宿敵。今作では戦うことはなく、弟子たち（一也や次朗、三吾）が殺させられたことに桐生が関わっているのではないかと疑い、後に復活した亜門羅刹を撃破してもらったことに対しては感謝の言葉を述べるが、桐生に対する怨恨は根深く、いずれ必ず決着を付けると言い残し、その場を去って行った。

## 登場する敵

### 一般ゾンビ
「タナトス」に感染してゾンビ化した神室町の住民たち。生前は極道、ホームレス、警察官、ウェイトレス、サラリーマンなど様々である。ゾンビには牙が生える、肌の色が灰色がかる、目が赤く光るなどの特徴がある。また、メタボのガスを吸ったり、サイレンや子どもの泣き声などを聞いたりすると凶暴化する。凶暴化したゾンビは多少の攻撃を受けても怯みにくくなり、更に防御力が上がる。
人間を見つけると即座に攻撃を行ってくるが、噛みつきや打撃以外に、角材、バール、火炎瓶などの武器を使うゾンビもいる。ゾンビによって噛まれた人間は感染し、個人差があるが数分後やがて同じようにゾンビへと変貌してしまう。人間に噛みつく動作を行うのは捕食のためではなく、感染したときに快感が得られることを他者（非感染者）に伝えるためである（本来の目的は「タナトス」が子孫を残すため）。
ベンチに座っていたり、コンビニ前でしゃがみこんでたむろしたりする姿が見られる。また、前述の染谷や後述のイトウのように一部のサブストーリーよりゾンビ化しても人を襲わない個体が存在している。
自衛官ゾンビ
自衛官のゾンビで、一般ゾンビの中では最強、並のゾンビの数倍の体力を誇るため、拳銃のヘッドショットでは一撃で倒せず、銃撃を側転などで回避することもある。
リッチゾンビ
片手にカバンを持っているゾンビ。自分からは一切攻撃せず、プレイヤーを見つけるとすぐに逃げて姿を消す。逃げ足が速く、容易に倒すことができないが、倒すと必ずレアなアイテムを落とす。
ニューセレナを襲撃したゾンビ
姿と顔がテリー伊藤に似ている非常に素早いゾンビ。花が隠れ潜んでいたニューセレナを女性ゾンビと共に襲撃するが、秋山に射殺された。
イトウ
エスパー伊東に似ているゾンビで、本人同様上半身裸で下にタイツを履いているのが特徴である。普通のゾンビとは違い、友好的な性格で、噛みつくなど襲うことはないが、あまり喋ることはできないため、身振りで意思表示をする。埠頭で釣りをしていると希に釣れることがあり、以後はボウリングや麻雀、卓球など、ミニゲームの対戦相手として勝負を挑むことができるため、全てのゲームに勝つと「ろくに会話もできないボクにつきあってくれてありがとう。また遊んでね。」というメールが届く。

### 変異種
ゾンビが突然変異を起こして進化した特殊なゾンビ。死ぬと必ずアイテムを落とし、この中にはゲーム中に登場する武器の改造に必要なものも含まれる。
デカマッチョ
異様なほどに筋肉が発達した変異種で、小型版（通称・ミニデカマッチョ）も存在する。動きが遅いが、拳の威力は非常に高く、直接殴打するほか地面を叩くことで発生する振動で攻撃してくる。専用の所持品であるベルトから見て、元来体格のよい男だったらしい。
ナキオンナ
女性型の変異種。自らは攻撃しないが、泣き叫ぶことで周囲のゾンビを呼び出す。彼女を撃退しない限り、延々とゾンビが増えてしまう。その風貌と専用の所持品の髪留めから生前はキャバ嬢であったことが窺える。
チビザル
小柄でヘルメットを被った変異種。生前は運動能力が高かったため、素早く動き回り銃撃が当てづらいが、打撃に弱い。飛びかかってくる他に、プレイヤーをダウンさせるスライディングキックを繰り出してくる。専用の所持品はヘルメット。
メタボ
肥満体型のスキンヘッドの姿をした変異種。蓄えられた脂肪はゾンビを凶暴化させる物質へと変化し、ヘッドショット以外で倒すと、このゾンビ凶暴化のガスを撒き散らして倒れる。
トライバル
フードをかぶりヘッドフォンをつけ、胴体や両腕にトライバルタトゥーを入れた変異種。現代に不満を抱えた若者が変貌した。プレイヤーと接触したり、自身にダメージが及ばない限り、襲いかかることはない。攻撃時はヒット&アウェイ、スウェイ、飛び蹴りなどトリッキーな戦法を行う。専用の所持品はメダル。
ハエオトコ
不摂生をしていた人間が変異の際、周囲の虫を取り込んでしまった変異種。背中から生えた羽で飛び、チビザル同様素早い。遠距離では酸の液体を吐いて攻撃し、近距離では突進してくる。専用の所持品であるネックレスから見て、もとは経済的に豊かな人間だったらしい。
イワダルマ
岩石を纏った変異種で、大型版（通称・オオイワダルマ）も存在する。内向的だった男の性格をそのまま表したかのように、強固な外殻で覆われている。岩石に腕が生えたような外見で転がりながら移動し、転がりでの突進や腕の振りまわしで攻撃する。たまに、物を持ち上げて攻撃することもある。銃撃を加えることで外殻を剥がすことができ、本体は非常に脆い。また外殻の影響で熱を溜めやすいため炎が弱点となる。専用の所持品は御守りの袋で、自分の世界を大切にする人間だったらしい。

### 実験体
通常のゾンビとは異なる能力を持つ異形生物。特殊な器具が埋め込まれていることから人造生命体であることが解るが、中にはゾンビ同様に普通の人間が「タナトス」で変異したものも存在する。名前は日本の伝承や妖怪に由来する。ほとんどの場合は体に赤く光っている部分が弱点である。
アラハバキ（荒吐）
ヤモリのような体勢をした実験体。飛びかかったり腕を伸ばしたりして攻撃する。床だけではなく、壁や天井など自在に移動することができる。弱点は腹部にあるが、這って腹を隠すかのように移動しているため当てづらい。
アラハバキ改
アラハバキの改良型。周囲の風景に擬態し、姿を隠せるようになった。ただし、擬態中は攻撃頻度が若干落ちる特徴がある。
アラハバキ最終形態 金狼・銀狼
本編終盤にて二頭同時に戦うこととなるアラハバキの最終形態で、攻撃力もアラハバキの中では最も高い。爬虫類のような頭部と盲目が特徴の既存個体と異なり、狼の名の通り食肉目のような頭部に赤い目玉を持つ。それぞれ背中に名前にある通りの色をしたたてがみが生えている。金狼は火炎を吐き、銀狼は可燃性のオイル状の体液を吐く他、片方の体力が減るともう片方が相手に体力を分け与えるという厄介な能力の持ち主。

オンラキ（温羅鬼）
全身に岩を纏ったゴリラのような実験体。攻撃パターンはタックル、地面を叩きつけて起こる衝撃波、ボディープレス、さらに岩や車などを投げつけてくることがある。始めは岩で覆われているため緩慢になっているが、剥がされた岩の量によって速度が上がり、岩の装甲が完全に剥がれると速度が最速になる。ただし、タックルは素早い。弱点は胸。改良型（オンラキ改）は装甲が砕かれても一定時間で復活する。高速に町中を走り回る派生型も存在する。
ツチグモ（土蜘蛛）
甲殻類の姿をした実験体。複数の鎌で攻撃したり、飛びあがって奇襲したり、ダンゴムシのように丸くなって突進したりする。堅い殻で覆われており、防御力が高いので長期戦は免れない。弱点は腹部。ある武器を使ってヒットさせると、必ずダウンする。
ヤツカハギ（八束脛）
おやっさんが変貌した、蛸の能力を持つ実験体。強力な再生能力を持つため、専用ヒートスナイプでしかトドメを刺せない。複数の足で襲いかかったり、建物に開いた穴に潜んで不意撃ちを食らわす。弱点は脚の先端部分。
バサン（波山）
コウモリのような飛行能力を持つ実験体。常に空中を飛び周り衝撃波や体液で攻撃してくる。足で人間を掴み上げ、高所から落とす戦法もある。体力が減少すると猛禽類のような鳴き声で周囲のゾンビを呼び寄せる。狙撃銃がないと迎撃は困難。弱点は胸。
イツキ（縊鬼）
一見普通の人間のように見える実験体。正体は郷龍会構成員の林弘。ゾンビではないが他者に「タナトス」を感染させる能力に加え、普通の人間と変わらない言語能力、エレベーターなどの機械を操作する高い知能を持っている。神室町の東城会系極道事務所に現れてはゾンビ騒ぎを広めていた。
桐生たちと直接対決する際は「タナトス」による侵食が進行し、青い鱗のような甲殻をまとい、蛇のような異常に長い舌を持った姿となる。弱点は首筋だが、猿のような素早い動作故に追尾は困難。狡猾でもあり、手榴弾を投げてきたり、郷田のガトリングアームを奪い取って自ら攻撃に用いるという芸当もやってのける。また、走っている間に攻撃判定があり、触れると怯んでわずかにダメージを受ける。
二階堂 哲雄
ゾンビ騒動の首謀者である二階堂哲雄が新型「タナトス」で変貌したもので、桐生たちが最後に戦うことになる敵。姿は縊鬼と同じく人間大だが、圧倒的なスピードで桐生たちを翻弄し、赤い光を銃のように放つほか、掴み上げて体力を奪う攻撃を行う。また、自らを溶解させてゾンビ型の分身を作り出し、心臓のみで活動することができる。心臓さえ無事なら肉体の再構築すらも可能。
オオイカヅチ（大雷）
二階堂哲雄が更に変異した「完全体」。
圧倒的に巨大な身体を持ち、攻撃力が高く攻撃範囲も広い巨大ボス。弱点は腹だが、桐生が用いる対物ライフルでも決定的なダメージを与えることは困難である。浅木の指示に従って行動しないと倒すことができない。

### 怨霊
亜門 羅刹（あもん らせつ）
桐生に復讐を誓う「亜門一族」の祖先に当たる人物で、ゾンビではなく怨霊というべき存在。条件を満たすことで登場する隠しボス。ただし、肌と目の色から分かるようにタナトスの力で復活しているため実体を有しており、物理的な攻撃が有効となっている。強力な攻撃に加えて透明化や体力吸収の能力を持つ。神室町アンダーグラウンドと深い関係があり、後に亜門一族の一也や次朗、三吾をゾンビ化させ、桐生およびその場に居合わせた丈に襲い掛かるも敗北し、最後は桐生が神器を収めたことで成仏して消えていった。

## 劇中の主な用語
壁
陸上自衛隊が汚染地域を隔絶するために設置された非常に高い壁。自衛官は「バリケード」と呼んでいる。下部にドリルのようなものがあり、アスファルトに穴を開け、支柱を差し込んで建てる仕組みになっている。元は都市部における戦闘で、敵の侵攻を食い止める（遅らせる）ための即時展開が可能な防壁として開発された。トラックで運搬し、そのまま直接荷台から立てて設置できる。壁そのものは戦車の主砲の直撃にも耐えうるほど頑丈だが、あくまでも一時的な阻止を目的としたものなので、長期的な衝撃では壊れてしまう欠点がある。
タナトス
DDが開発した細菌兵器。アフリカで発見した菌を研究し、兵器として使われるようになった。その菌は、動物の体液を媒介に増殖し、感染した脳内に大量のエンドルフィン（脳内麻薬）を分泌させる。結果、タナトスに感染した者は幸福感に包まれながら、体が蝕まれることになる。長谷川の両親が研究していた代謝を制御する細菌の技術も流用されている。

## 楽曲
- 主題歌：BRADBERRY ORCHESTRA「Mutation」（rhythm zone）
- エンディング：BRADBERRY ORCHESTRA「Kizamu」（rhythm zone）

## 実在企業
- ドン・キホーテ
- 和民
- Pixiv
- Twitter
- サントリー
- 松屋フーズ

その他

## 主なスタッフ
- ディレクター - 細川一毅
- 企画総監督 - 山田理一郎
- デザイン総監督 - 長井才三
- プログラム総監督 - 時枝浩司
- バトルプログラム監督 - 伊藤豊
- サウンド製作監督 - 下原史義
- 脚本／演出 - 古田剛志
- プロデューサー - 馬場保仁
- チーフプロデューサー - 菊池正義
- 総合監督 - 名越稔洋